# (463889) 2014 UD90
(463889) 2014 UD90 es un asteroide perteneciente al cinturón de asteroides, descubierto el 5 de diciembre de 2010 por el equipo Spacewatch desde el Observatorio Nacional de Kitt Peak (Arizona, Estados Unidos).